# Mariusz Wlazły

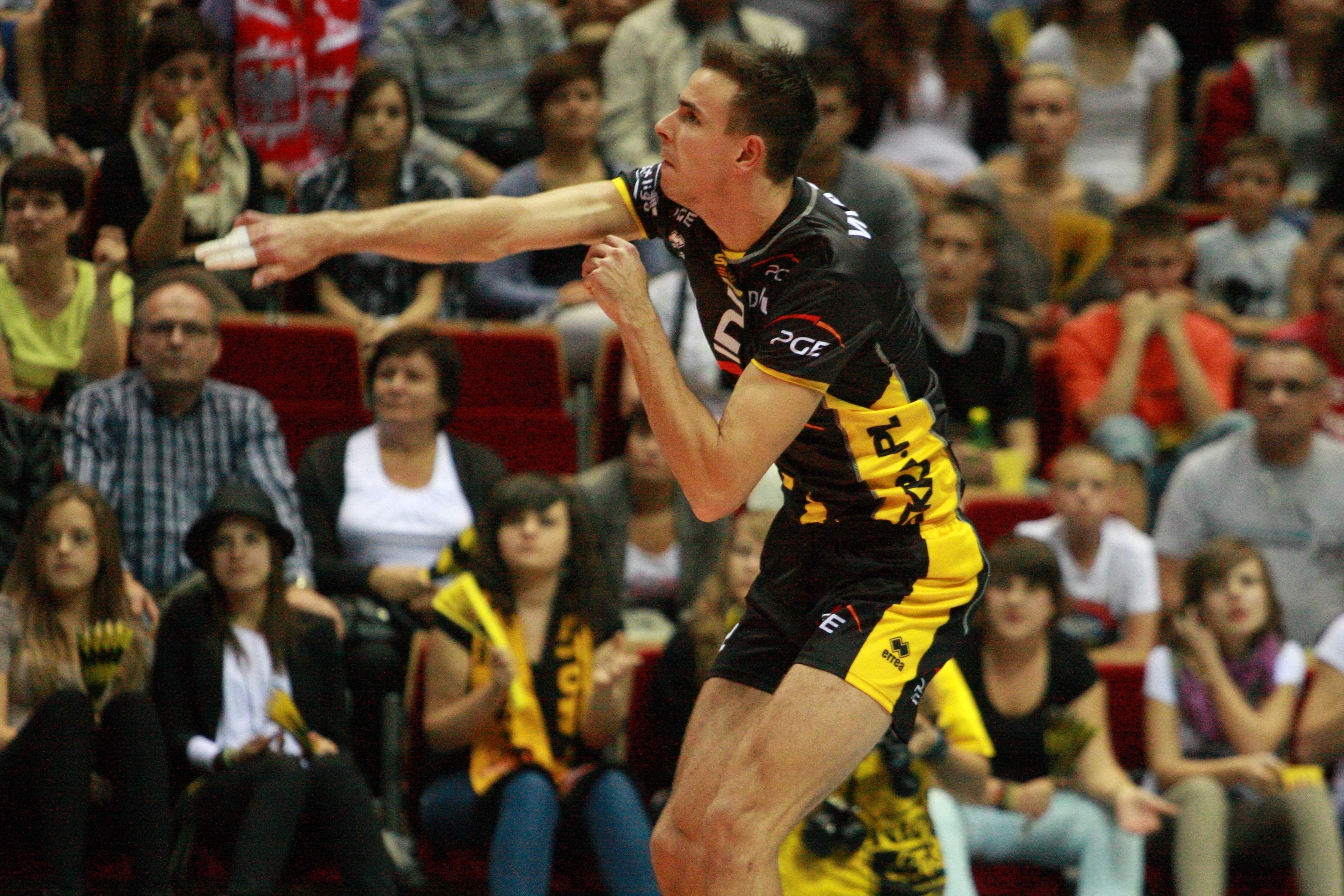
Mariusz Wlazły podczas wykonywania zagrywki

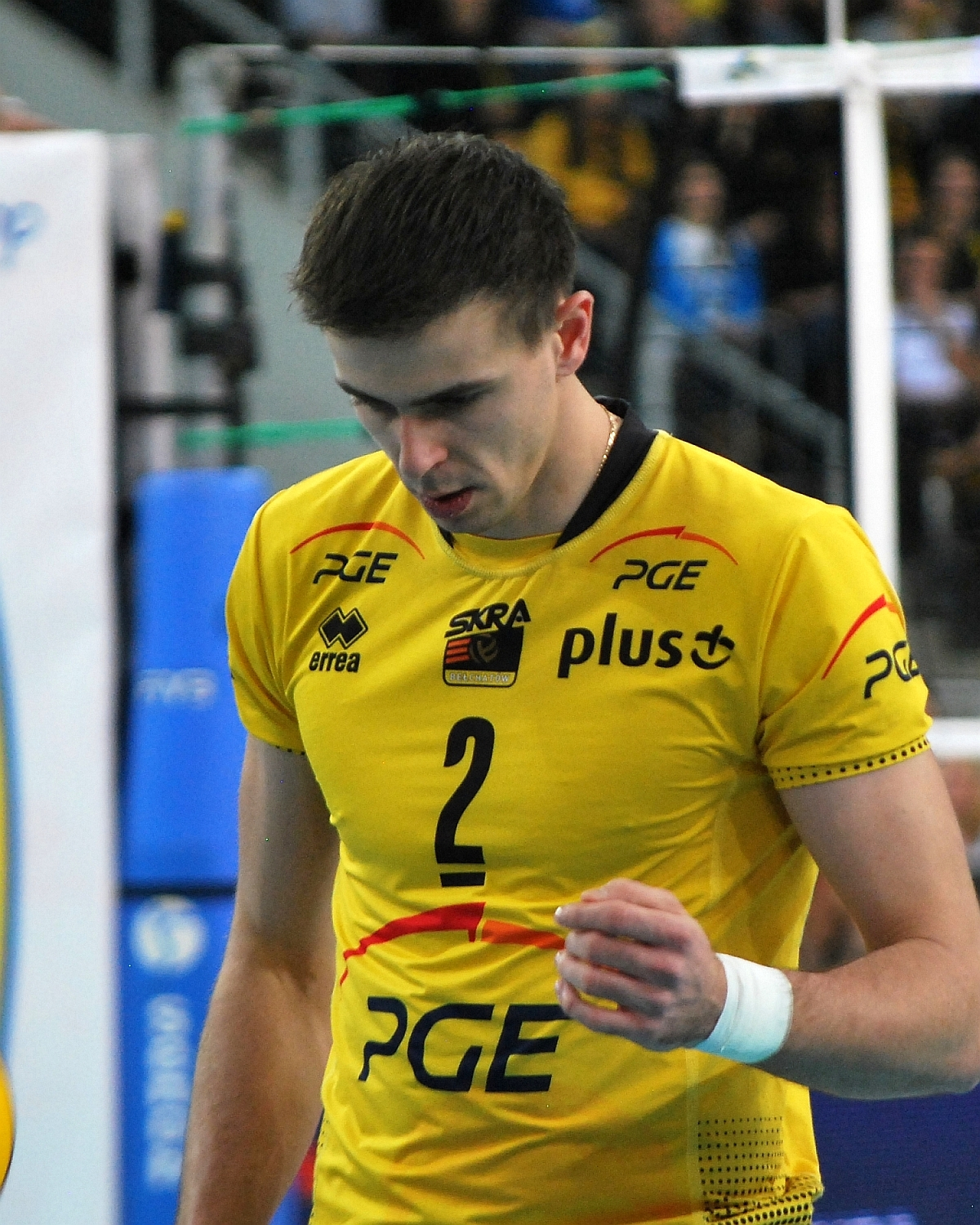
Mariusz Wlazły w sezonie 2014/2015

Mariusz Łukasz Wlazły (ur. 4 sierpnia 1983 w Wieluniu) – polski siatkarz, grający na pozycji atakującego; reprezentant Polski. W sezonie 2012/13 wystawiany w Skrze Bełchatów na pozycji przyjmującego. 
24 kwietnia 2023 roku w barwach Trefla Gdańsk przed oficjalnym meczem o 5 miejsce z Projektem Warszawa jego syn Arkadiusz zmienił go na zagrywce z okazji pożegnalnego meczu Mariusza Wlazłego w Ergo Arenie. Po zakończonym meczu punktem kulminacyjnym było symboliczne odwieszenie butów na kołek, które powędrowały wraz z wielką koszulką Mariusza Wlazłego pod sufit obiektu.

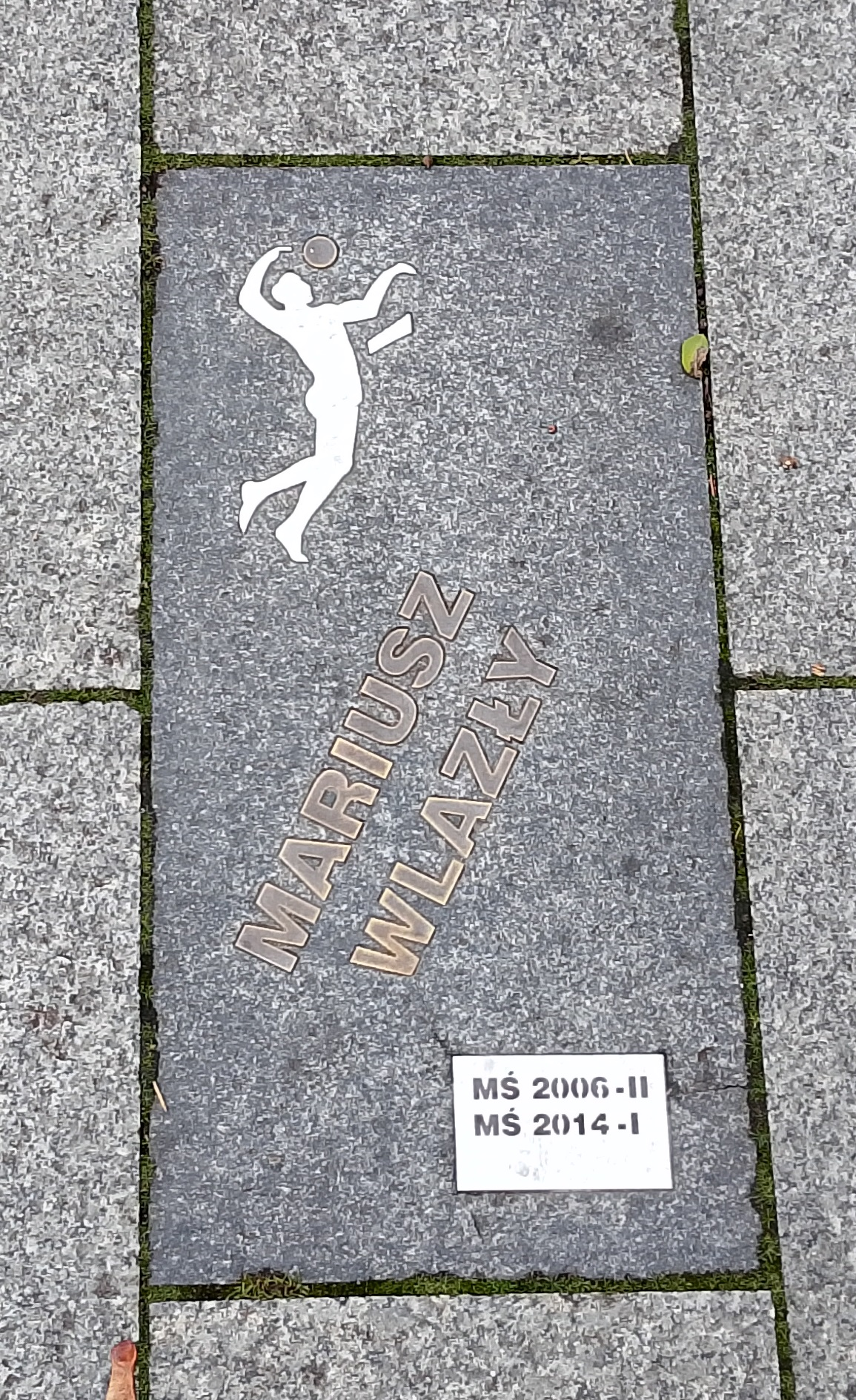
Tablica w Siatkarskiej Alei Gwiazd w Bełchatowie

## Życiorys
Ukończył Szkołę Podstawową nr 2, a następnie technikum budowy dróg i mostów kołowych w Zespole Szkół Budowlanych w Wieluniu.
Pierwszą dyscypliną sportową, którą uprawiał, było pływanie. Jego pierwszym nauczycielem i trenerem był Leszek Pałyga.
Był podstawowym zawodnikiem reprezentacji juniorów, która w 2003 sięgnęła po tytuł mistrza świata juniorów. W kadrze seniorskiej zadebiutował 20 maja 2005 w wygranym 3:0 meczu ze Słowacją.
W 2006 na mistrzostwach świata w Japonii zdobył wraz z drużyną narodową wicemistrzostwo świata. Został wybrany do trójki najlepszych siatkarzy mistrzostw, obok Giby i Mateja Kazijskiego.
17 czerwca 2006 w kościele ojców Franciszkanów przy ul. Reformackiej w Wieluniu wziął ślub z Pauliną Drewicz, z którą ma dwóch synów: Arkadiusza (ur. 13 stycznia 2009) i Tymoteusza (ur. 23 listopada 2015).
Od sezonu 2008/2009 do sezonu 2019/2020 był kapitanem Skry Bełchatów.
Od 2011 jest studentem Wyższej Szkoły Zarządzania i Administracji w Opolu. W 2021 r. rozpoczął studia psychologiczne na Uniwersytecie Gdańskim. Po ukończeniu studiów, chciałby jeszcze odbyć praktykę pod odpowiednim psychologiem. Studiuje jeszcze zarządzanie placówkami medycznymi.
21 września 2014, wraz z reprezentacją Polski, wywalczył złoty medal Mistrzostw Świata 2014. Na tym turnieju został uznany za najbardziej wartościowego zawodnika (MVP), a także za najlepszego atakującego. Tego samego dnia ogłosił zakończenie kariery reprezentacyjnej.
Bierze czynny udział w akcjach społeczno-charytatywnych, współpracuje m.in. z fundacjami "Herosi", "Możesz" i "Dr. Clown". Jest również prezesem własnej fundacji, powstałej z myślą o dzieciach, które chcą uprawiać sport. W 2016 otrzymał Medal Świętego Brata Alberta za wspieranie osób niepełnosprawnych.
Podczas Gali Polskiej Ligi Siatkówki 2022 został siatkarzem 20-lecia Polskiej Ligi Siatkówki.
2 kwietnia 2023 roku po ostatnim meczu ligowym fazy zasadniczej z Projektem Warszawa poinformował, że kończy karierę klubową po sezonie 2022/2023. Od sezonu 2023/2024 jest koordynatorem przygotowania psychologicznego w Treflu Gdańsk.
Podczas Gali Polskiej Ligi Siatkówki 2025 został siatkarzem 25-lecia Polskiej Ligi Siatkówki.

## Kontuzje
W grudniu 2007 roku podczas Europejskich kwalifikacji do Igrzysk Olimpijskich 2008 w węgierskim Szombathely skręcił staw skokowy. W trzecim meczu grupowym Igrzysk Olimpijskich w Pekinie z reprezentacją Serbii złamał palec i w pozostałych spotkaniach grał na blokadzie. W 2009 roku z powodu kontuzji kolana nie zagrał na Mistrzostwach Europy. W 2014 roku po powrocie do kadry doznał urazu stawu skokowego w meczu Memoriału Huberta Jerzego Wagnera z Bułgarią.

### Sukcesy
Puchar Polski:
- 2005, 2006, 2007, 2009, 2011, 2012, 2016

Mistrzostwo Polski:
- 2005, 2006, 2007, 2008, 2009, 2010, 2011, 2014, 2018
- 2012, 2017
- 2015, 2016

Liga Mistrzów:
- 2012
- 2008, 2010

Klubowe Mistrzostwa Świata:
- 2009, 2010
- 2012

Superpuchar Polski:
- 2012, 2014, 2017, 2018

## Kariera reprezentacyjna
Powołania do reprezentacji Polski:
- 2003 – przez Grzegorza Rysia do kadry juniorów na mistrzostwa świata juniorów
- 2004 – przez Stanisława Gościniaka do szerokiej kadry na rozgrywany w Porto turniej kwalifikacyjny do igrzysk olimpijskich w Atenach
- 2005 – przez Raúla Lozano do kadry na Ligę Światową i kadry na mistrzostwa Europy we Włoszech i Serbii i Czarnogórze
- 2006 – przez Raúla Lozano do kadry na Ligę Światową i kadry na mistrzostwa świata w Japonii
- 2007 – przez Raúla Lozano do kadry na Ligę Światową
- 2008 – przez Raúla Lozano do kadry na Ligę Światową, turniej kwalifikacyjny do mistrzostw Europy, turniej kwalifikacyjny do igrzysk olimpijskich w Pekinie i docelowo na same igrzyska olimpijskie
- 2010 – przez Daniela Castellaniego do kadry na Ligę Światową i mistrzostwa świata we Włoszech
- 2014 – przez Stéphane'a Antigę do kadry na Ligę Światową i mistrzostwa świata w Polsce.

### Sukcesy
Mistrzostwa Świata Juniorów:
- 2003

Mistrzostwa Świata:
- 2014
- 2006

## Nagrody indywidualne
- 2004: Najlepszy atakujący Pucharu Polski
- 2005: Najlepszy polski siatkarz i atakujący w plebiscycie miesięcznika "Super Volley"
- 2006: Najlepszy atakujący Pucharu Polski
- 2006: Najlepszy siatkarz Polskiej Ligi Siatkówki
- 2006: Najlepszy siatkarzy w trójce Mistrzostw Świata
- 2006: Najlepszy polski siatkarz i atakujący w plebiscycie miesięcznika "Super Volley"
- 2006: Sportowiec roku (obok Otylii Jędrzejczak, Katarzyny Rogowiec i Marty Dziadury) – wyróżnienie ministra sportu
- 2007: Najlepszy atakujący Pucharu Polski
- 2007: Najlepiej punktujący fazy grupowej Ligi Mistrzów
- 2007: Najlepszy siatkarz Ligi Mistrzów (Złota Piłka CEV)
- 2008: Najlepszy atakujący Final Four Ligi Mistrzów
- 2008: Najlepszy siatkarz Polskiej Ligi Siatkówki
- 2008: MVP, najlepszy atakujący i zagrywający Memoriału Huberta Wagnera
- 2009: MVP i najlepszy atakujący Pucharu Polski
- 2010: Najlepszy punktujący Final Four Ligi Mistrzów
- 2010: Najlepszy siatkarz PlusLigi
- 2011: MVP i najlepszy zagrywający Pucharu Polski
- 2011: Najlepszy siatkarz PlusLigi
- 2012: Najlepszy zagrywający Pucharu Polski
- 2012: Najlepszy zagrywający fazy grupowej Ligi Mistrzów
- 2012: MVP Final Four Ligi Mistrzów
- 2012: MVP Superpucharu Polski
- 2014: Najlepszy siatkarz PlusLigi
- 2014: MVP i najlepszy atakujący Mistrzostw Świata
- 2015: 2. miejsce w Plebiscycie Przeglądu Sportowego na 10 Najlepszych Sportowców Polski 2014 r.
- 2015: Wiktor 2014 w kategorii Sportowiec Roku[23].
- 2015: Najlepszy sportowiec 2014 roku na Świecie w plebiscycie SportAccord[24].
- 2015: Najbardziej widowiskowy siatkarz Ligi Mistrzów
- 2016: MVP i najlepszy atakujący Pucharu Polski
- 2018: Najlepszy siatkarz PlusLigi
- 2018: MVP Superpucharu Polski
- 2020: Najlepszy siatkarz XX-lecia PlusLigi[25]

## Odznaczenia i wyróżnienia
- Krzyż Oficerski Orderu Odrodzenia Polski – 23 października 2014[26]
- Złoty Krzyż Zasługi – 6 grudnia 2006[27]
- Honorowy obywatel Wielunia[28]
- Honorowy obywatel Miasta Bełchatowa